# Noyelles-sous-Lens
Noyelles-sous-Lens – miejscowość i gmina we Francji, w regionie Hauts-de-France, w departamencie Pas-de-Calais.
Według danych na rok 1990 gminę zamieszkiwało 7687 osób, a gęstość zaludnienia wynosiła 2066 osób/km² (wśród 1549 gmin regionu Nord-Pas-de-Calais Noyelles-sous-Lens plasuje się na 113. miejscu pod względem liczby ludności, natomiast pod względem powierzchni na miejscu 787).
Polskim miastem partnerskim Noyelles-sous-Lens jest Szczecinek w woj. zachodniopomorskim.
Miejsce urodzenia piosenkarki Edyty Piechy i siatkarza Bronisława Bebla.

## Współpraca
- Szczecinek, Polska
- Roundstone, Irlandia